# Orange County Soccer Club
Ne pas confondre avec l'Orange County Blue Star et l'Orange County FC.
Maillots
Actualités
Dernière mise à jour : 17 décembre 2024.
L'Orange County Soccer Club, est une franchise de soccer professionnel basée à Irvine dans le Comté d'Orange en Californie. La franchise évolue en USL Championship, le deuxième niveau dans la hiérarchie nord-américaine.

## Histoire

### Premières saisons et difficile implantation locale
La franchise, associée à l'équipe féminine des Blues de Pali, est ajoutée le 7 décembre 2010 à la USL Pro avec la perspective d'une future conférence Ouest pour la saison 2012. Le nom officiel est dévoilé, il s'agit alors des Blues de Los Angeles qui évolueront au Titan Stadium (en) de l'Université d'État de Californie à Fullerton, d'une capacité de 10 000 places. Charlie Naimo devient le premier entraîneur de l'histoire du club. Quelques jours plus tard, lors d'un événement de lancement, les trois premiers joueurs – Óscar Dautt, Cesar Rivera et Josh Tudela – sont annoncés en vue de la saison inaugurale en 2011.
Pour sa première saison, le club amorce son parcours par une victoire face au Sevilla FC Puerto Rico le 15 avril 2011, Cesar Rivera inscrivant le premier but de l'histoire de la franchise,. Au terme de l'exercice où les Blues atteignent la troisième place de la division nationale, ils sont éliminés par les Islanders d'Harrisburg City en demi-finale de division le 19 août 2011,. Au-delà de résultats moyens en 2012 et 2013, c'est la faible affluence lors des rencontres qui marque les débuts du club.
Ainsi, le 5 février 2014, la franchise connait des changements majeurs, déménage à Irvine et devient les Blues d'Orange County, et évolue désormais au Anteater Stadium (en) de l'Université de Californie à Irvine, d'une capacité de 3 000 places.
La USL Pro devient la United Soccer League en 2015, passe de quatorze à vingt-quatre équipes. Malgré cette compétition accrue, les Blues parviennent à conclure la saison régulière au premier rang de la conférence Ouest, une première dans leur histoire,, avant de s'incliner en demi-finale de conférence face au Galaxy II de Los Angeles.

### Nouvelles ambitions et nouveau statut
Durant l'été 2016, le club change de propriétaire majoritaire lorsque l'Américain James Keston arrive à la tête des Blues. Le 7 décembre 2016, la franchise devient affiliée au Los Angeles FC, formation de MLS avec la signature d'un partenariat de plusieurs années, facilitant notamment le prêt de joueurs,. En préparation de la saison 2017, la franchise change de nom est devient l'Orange County SC le 20 janvier 2017.
Le partenariat avec le Los Angeles FC demeure timide en 2017 et l'apport de seulement deux joueurs de la nouvelle franchise de MLS ne permet pas à l'Orange County SC de se qualifier pour les séries éliminatoires, l'équipe échouant à la dixième place de la conférence Ouest. Les efforts entrepris en parallèle du changement d'identité portent leurs fruits en 2018 quand le club termine au sommet de la conférence Ouest pour la seconde fois de son histoire, dominant son groupe avec notamment vingt victoires en trente-quatre rencontres,. Après avoir écarté de leur chemin le Saint Louis FC puis le Reno 1868 FC, les joueurs du Comté d'Orange accueillent le Rising de Phoenix devant 5 189 spectateurs mais ne résistent pas à l'équipe dirigée par Rick Schantz et emmenée par Didier Drogba qui l'emporte 2-1 en finale de conférence,. Au terme de l'exercice 2018, l'Orange County SC et le Los Angeles FC décide mutuellement de la fin de leur partenariat, le LAFC ayant par ailleurs exploré d'autres options de prêts au cours de la saison, envoyant notamment certains joueurs au Rising de Phoenix ou aux Lights de Las Vegas.
Malgré l'impact de la pandémie de Covid-19, les affluences grandissantes observées depuis 2017 demeurent en progression. La franchise s'installe progressivement comme une équipe importante au sein de la ligue rebaptisée USL Championship avant la saison 2019,.
Après deux saisons mitigées en 2019 et 2020, l'Orange County SC connait un exercice 2021 en dents de scie mais conclut sa saison régulière avec cinq victoires consécutives et décroche la troisième place de la conférence Ouest, loin derrière le duo de tête composé du Rising de Phoenix et du Locomotive d'El Paso. Mais le momentum des dernières semaines permet au club d'éliminer consécutivement les Switchbacks de Colorado Springs (1-0), les Roots d'Oakland puis le San Antonio FC aux tirs au but avant de remporter le premier titre de l'histoire de la franchise face aux Rowdies de Tampa Bay le 28 novembre 2021 (1-3),.
Fort de ce premier succès national, l'Orange County SC capitalise et vend l'international haïtien Ronaldo Damus (en) en première division suédoise,, avant de réaliser le plus grand transfert de l'histoire de la ligue avec le départ de Kobi Henry (en), alors récemment appelé en sélection américaine,, vers le Stade de Reims pour un montant estimé à 700 000 dollars,,.
Bien que les attentes soient hautes en 2022, les changements majeurs dans la structure de l'équipe nuisent à sa stabilité et ses résultats sur le terrain ne sont pas la hauteur pour le tenant du titre qui termine la saison régulière au dernier rang de la conférence Ouest avec seulement sept succès. Néanmoins, les performances sportives sont quelque peu éludées lorsque de vives tensions apparaissent entre le club et le Galaxy II de Los Angeles au sujet de l'utilisation du Championship Soccer Stadium (en), alors convoité par l'équipe réserve du Galaxy de Los Angeles. Les supporters de l'Orange County SC se mobilisent alors pour manifester leur opposition à l'appropriation de leur domicile. Finalement en septembre 2022, gain de cause est obtenu par la franchise de USL Championship qui obtient une prolongation du bail pour l'enceinte pour la saison 2023 de la part de la municipalité d'Irvine,.
En difficulté en début de saison 2023, l'Orange County SC accumule six points lors de ses huit premières rencontres, ce qui coûte à Richard Chaplow son poste d'entraîneur quand il est finalement limogé le 1er mai 2023 et remplacé par Morten Karlsen (en) qui assure l'intérim.

## Palmarès et records

### Palmarès
| Compétitions nationales                   |
| - USL Championship (1) - Vainqueur : 2021 |

### Bilan par saison
| Saison | Niv. | Saison régulière | Saison régulière | Saison régulière | Saison régulière | Saison régulière | Saison régulière | Saison régulière | Position | Position | Séries éliminatoires          | US Open Cup    | Affl. moy. saison régulière | Affl. moy. séries éliminat. |
| Saison | Niv. | M                | V                | N                | D                | BP               | BC               | Pts              | Conf.    | Ligue    | Séries éliminatoires          | US Open Cup    | Affl. moy. saison régulière | Affl. moy. séries éliminat. |
| ------ | ---- | ---------------- | ---------------- | ---------------- | ---------------- | ---------------- | ---------------- | ---------------- | -------- | -------- | ----------------------------- | -------------- | --------------------------- | --------------------------- |
| 2011   | 3    | 24               | 8                | 9                | 7                | 34               | 29               | 33               | 3e/6     | 8e/12    | Demi-finale de division       | Troisième tour | 382                         | N/A                         |
| 2012   | 3    | 24               | 9                | 3                | 12               | 26               | 29               | 30               | -        | 8e/11    | Non qualifié                  | Deuxième tour  | 666                         | N/Q                         |
| 2013   | 3    | 26               | 11               | 7                | 8                | 52               | 37               | 40               | -        | 6e/13    | Quart de finale               | Troisième tour | 542                         | N/A                         |
| 2014   | 3    | 28               | 9                | 1                | 18               | 31               | 54               | 28               | -        | 13e/14   | Non qualifié                  | Deuxième tour  | 760                         | N/Q                         |
| 2015   | 3    | 28               | 14               | 5                | 9                | 38               | 34               | 47               | 1er/12   | 3e/24    | Demi-finale de conférence     | Quatrième tour | 1 398                       | N/A                         |
| 2016   | 3    | 30               | 12               | 4                | 14               | 39               | 41               | 40               | 8e/15    | 15e/29   | Demi-finale de conférence     | Deuxième tour  | 1 010                       | N/A                         |
| 2017   | 2    | 32               | 11               | 10               | 11               | 43               | 47               | 43               | 10e/15   | 18e/30   | Non qualifié                  | Quatrième tour | 2 575                       | N/Q                         |
| 2018   | 2    | 32               | 20               | 6                | 8                | 70               | 40               | 66               | 1er/17   | 2e/33    | Finale de conférence          | Deuxième tour  | 3 095                       | 4 190                       |
| 2019   | 2    | 34               | 15               | 9                | 10               | 54               | 43               | 54               | 5e/18    | 12e/36   | Quart-de-finale de conférence | Deuxième tour  | 3 192                       | N/A                         |
| 2020   | 2    | 16               | 7                | 3                | 6                | 18               | 18               | 24               | 9e/18    | 17e/35   | Non qualifié                  | Annulée        | 3 188                       | N/Q                         |
| 2021   | 2    | 32               | 15               | 7                | 10               | 44               | 37               | 52               | 3e/15    | 9e/31    | Champion                      | Non tenue      | 3 302                       | 4 933                       |
| 2022   | 2    | 34               | 7                | 13               | 14               | 49               | 59               | 34               | 13e/13   | 23e/27   | Non qualifié                  | Troisième tour | 4 230                       | N/Q                         |

## Stades
La franchise fait ses débuts au Titan Stadium (en) de l'Université d'État de Californie à Fullerton, d'une capacité de 10 000 places, entre les saisons 2011 et 2013. Puis, entre les saisons 2014 et 2016, la franchise évolue au Anteater Stadium (en) de l'Université de Californie à Irvine, d'une capacité de 3 000 places. 
La franchise déménage dans leur nouveau stade de soccer le Championship Soccer Stadium (en), d'une capacité de 5 000 places. Il est inauguré officiellement le 18 août 2017 lors d'une rencontre face au Rising de Phoenix, devant 4 963 personnes, lors d'un match nul de 1-1. Malgré un différend avec le Galaxy II de Los Angeles sur l'occupation du stade après la saison 2022, l'Orange County SC continue de jouer ses rencontres à domicile au Championship Soccer Stadium en 2023.

## Personnalités du club

### Entraîneurs
Le tableau suivant présente la liste des entraîneurs du club depuis 2010.
| Rang | Nom             | Période   |
| ---- | --------------- | --------- |
| 1    | Charlie Naimo   | 2011-2012 |
| 2    | Jesus Rico-Sanz | 2012-2013 |
| 3    | Dariush Yazdani | 2013-2014 |
| 4    | Oliver Wyss     | 2014-2016 |
| 5    | Barry Venison   | 2016      |

| Rang | Nom                 | Période   |
| ---- | ------------------- | --------- |
| 6    | Logan Pause         | 2017      |
| 7    | Braeden Cloutier    | 2018-2021 |
| 8    | Richard Chaplow     | 2021-2023 |
| 9    | Morten Karlsen (en) | 2023-2024 |

## Soutien et image

### Rivalités
Alors que le club a été plusieurs saisons (de 2011 à 2013) la seule franchise de la ligue sur la côte ouest des États-Unis, l'arrivée du Republic de Sacramento mais surtout du Galaxy II de Los Angeles en 2014 amène des adversaires régionaux. Si l'équipe n'entretient pas de rivalités particulières avec Sacramento, le derby de la 405 – du nom de l'autoroute 405 traversant une partie de la Californie du Sud – est régulièrement disputé avec l'équipe réserve de la franchise de Major League Soccer du Galaxy de Los Angeles. Les tensions de l'été 2022 résultant de la question de l'occupation du Championship Soccer Stadium (en) amènent ensuite cette rivalité à un niveau supérieur entre les deux formations.